# Versailles-i Diána
A Versailles-i Diána-szobor (Diane de Versailles) a Louvre gyűjteményének része. Egy antik görög szobor római másolata, két méter magas, alapja 139 X 103 centiméteres.

## Története
A feltehetően az 1. századi ókori Itáliából származó márványszobrot IV. Pál pápa ajándékozta II. Henrik francia királynak 1556-ban. Az alkotás Artemiszt, római nevén Diánát, a vadászistennőt ábrázolja. Az ajándékozás hátterében az állhatott, hogy a francia uralkodó kedvelt elfoglaltsága volt a vadászat. A szobor íjjal és tegezzel ábrázolja az istennőt, hajában tiara, mellette ugró szarvas. A műalkotást először Fontainebleau-ban állították fel, majd Versailles-ba szállították, ebből ered elnevezése is. A francia forradalom győzelme után, 1798-ban a Louvre-ba került. A szobor a Kariatidák termében látható, ahol korábban zenészek szórakoztatták a királyi vendégeket.
1634-ben Hubert Le Sueur a szobor bronzmásolatát készítette XIII. Lajos sógorának, I. Károlynak, amely ma a windsori kastélyban látható. A szobor 1813-ból származó bronzmásolata ma is áll a Fontainebleau-palota kertjében.